# Щипун, Иван Валентинович
Иван Валентинович Щипун (8 октября 1913, Пятихатский район — 2 сентября 1967, Верхнеднепровск, Днепропетровская область) — советский военный, старший политрук роты управления 8-го мотоциклетного полка 5-го механизированного корпуса 20-й армии Западного фронта. Герой Советского Союза (1942).

## Биография
Родился 8 октября 1913 года в селе Боголюбовка (ныне Миролюбовка Пятихатского района Днепропетровской области Украины) в крестьянской семье. Украинец.
В 1927 году окончил школу-семилетку, в 1930 году — Эрастовский сельскохозяйственный техникум, а в 1933 году — Одесский сельскохозяйственный институт. С 1933 года — агроном совхоза «Зелёный Яр» Днепропетровской области, с января 1934 года — секретарь Новопражского райкома комсомола, с 1935 года — секретарь Петровского райкома комсомола в той же области. Член ВКП(б) с 1939 года.
В Красную армию призван на срочную службу в ноябре 1934 года Пятихатским райвоенкоматом Днепропетровской области Украинской ССР. Окончил школу младших командиров и служил в 133-й танковой бригаде Киевского военного округа. После увольнения в запас с 1937 года работал планировщиком на одном из заводов Харькова.
В 1940 году вторично призван в РККА и в том же году окончил экстерном Читинское военно-политическое училище. Служил политруком мотоциклетной роты 5-го механизированного корпуса Забайкальского военного округа. Сразу после вторжения Германии в СССР корпус был переброшен на фронт.
Участник Великой Отечественной войны с июля 1941 года. Воевал на Западном фронте, участник контрудара под Лепелем в июле 1941 года.
Старший политрук роты управления 8-го мотоциклетного полка Щипун И. В. геройски сражался в ходе Смоленского оборонительного сражения. В эти первые месяцы войны он возглавлял отряд при штабе полка, выполнявший разведывательно-диверсионные задачи в ближнем тылу врага. Так, в августе 1941 года отряд в составе двух стрелковых взводов под командованием И. В. Щипуна проник в тыл врага и захватил понтонную переправу через Днепр, а также плацдарм за ней. Целый день бойцы держали героическую оборону, ожидая подхода главных сил. Когда немецкое командование подтянуло артиллерию для уничтожения советского отряда — с наступлением темноты организовал и возглавил дерзкую атаку. Советские бойцы ворвались на позиции немецкой батареи и полностью уничтожили её личный состав и все 7 орудий и 20 автомашин. На следующий день неравный бой возобновился, но помощь не пришла — немцам удалось отразить советские атаки. Бойцы И. В. Щипуна вели неравный бой и почти все погибли, выполнив свой долг перед Родиной. В живых из личного состава двух взводов остались только тяжелораненый командир отряда и красноармеец, вынесший его на себе в расположение своих частей.
Указом Президиума Верховного Совета СССР «О присвоении звания Героя Советского Союза старшему политруку Щипуну И. В. И красноармейцу Фролову И. Н.» от 4 июня 1942 года за «образцовое выполнение боевых заданий командования на фронте борьбы с немецкими захватчиками и проявленные при этом отвагу и геройство» удостоен звания Героя Советского Союза с вручением ордена Ленина и медали «Золотая Звезда».
После длительного лечения в госпитале И. В. Щипун только в 1942 году возвратился в армейский строй, служил заместителем начальника по политчасти подвижной танко-ремонтной базы на Калининском, Прибалтийском и 3-м Белорусском фронтах. За годы войны был трижды тяжело ранен.
С сентября 1946 года майор Щипун И. В. в запасе. Окончил Московскую высшую школу ВЦСПС, был на профсоюзной работе в Днепропетровске. В последние годы жил в городе Верхнеднепровск Днепропетровской области Украинской ССР, работал на заводе бумагоделательного оборудования. Скончался 2 сентября 1967 года на 54-м году жизни.
Награждён орденами Ленина, Отечественной войны 2-й степени, медалями. На здании Одесского индустриально-аграрного университета установлена мемориальная доска в честь Героя.